# ラモン・バランゲー1世

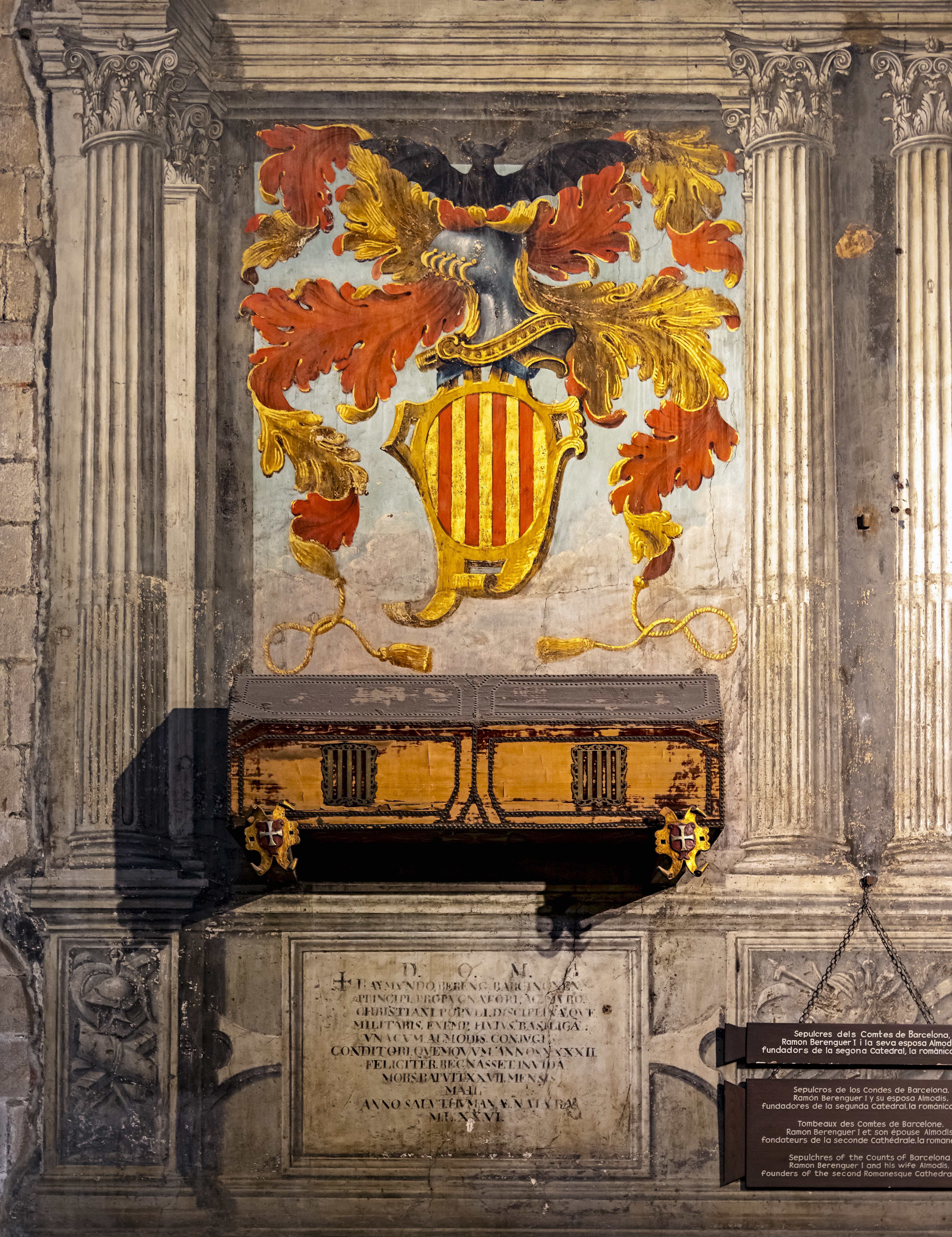
バルセロナ大聖堂にあるラモン・バランゲー1世の墓所

ラモン・バランゲー1世（カタルーニャ語：Ramon Berenguer I, 1023年 - 1076年5月26日）は、バルセロナ伯（在位：1035年 - 1076年）。老伯（el Vell）と呼ばれる。カタロニア法の法典である『バルセロナ慣習法』（en）の初版を公布した。

## 生涯
1035年に父バランゲー・ラモン1世の跡を継いでバルセロナ伯となった。他のカタルーニャの伯の中でバルセロナの支配的な地位が確かなものとなったのは、ラモン・バランゲーの治世の間のことであった。
ラモン・バランゲーはムーア人に対して遠征を行い、領土を西はバルバストロまで拡げ、他のムーア人の都市に重い朝貢（パリア）を課した。歴史家は、これらの朝貢がカタルーニャの歴史における最初の繁栄を生み出すのに役立ったと主張している。彼の治世の間に、カタルーニャの海上における影響力は西地中海で見られ始めるようになった。ラモン・バランゲーは、カタルーニャで最初にピレネー山脈の北側に領地（カルカソンヌ伯領とラゼス伯領）を得て、影響を与えた伯爵でもあった 。
彼のもう1つの主な事績は、バルセロナ慣習法を文書化することでカタルーニャ法の法典化を始めたことであり、これは西ヨーロッパで最初の完全な封建法の編集となった。法の成文化は、父バランゲー・ラモン1世の治世中に始まった封建化のプロセスを前進させ、何らかの形で支配するための伯爵の努力の一部であった。他に主に貢献したのは、神の平和と休戦の導入を通して行動する教会であった。これにより、特定の地域で特定の期間、争う派閥と領主の間で全面的な休戦が確立された。西ヨーロッパで神の停戦が導入された現存する最も古い日付は、1027年にカタルーニャにおいてのことであり、これはラモン・バランゲーの父バランゲー・ラモン1世の治世に間であった。
ラモン・バランゲーは2番目の妃ブランシュとまだ結婚していた間に、トゥールーズ伯ポンスの妃アルモディス・ド・ラ・マルシュと関わりを持つようになった。2人はすぐに結婚し、その結果ローマ教皇ウィクトル2世から破門された。
ラモン・バランゲー1世は、3番目の妃アルモディスと共に、おそらくアルマンゾルによって破壊されたと思われる古い大聖堂に代えて、バルセロナにロマネスク様式の大聖堂を建設した。夫妻のベルベットと真鍮で飾られた木製の棺は、夫妻が建立した大聖堂の後に建設されたゴシック様式の大聖堂に現在も展示されている。
1076年にラモン・バランゲー1世は死去し、双子の息子ラモン・バランゲー2世とバランゲー・ラモン2世が伯位を継承した。

## 結婚と子女
最初にエリザベート・ド・ニームと結婚し、以下の子女をもうけた。
- バランゲー - 早世
- アルナウ - 早世
- ペレ・ラモン（1050年 - 1073年?） - 父の3番目の妃アルモディスを殺害し、追放された。

2度目にブランシュ・ド・ナルボンヌと結婚した。
3度目にアルモディス・ド・ラ・マルシュと結婚した。
- バランゲー・ラモン2世（1053/4年 - 1097年） - バルセロナ伯（1076年 - 1097年）
- ラモン・バランゲー2世（1053/4年 - 1082年） - バルセロナ伯（1076年 - 1082年）
- イネス - ギーニュ2世・ド・アルボンと結婚
- サンチャ - サルダーニャ伯ギジェム1世・ラモンと結婚